# فمتومتر
فمتومتر femtometre: هو جزء من كوادريليون جزء من المتر. يرمز له ب فم أو fm. النانومتر الواحد يعادل مليون فمتومتر، وهي وحدة من وحدات قياس الطول العالمية كما تسمى أيضًا «فيرمي» نسبة إلى العالم إنريكو فيرمي.

## التعريف
فمتومتر واحد == 1.0 x 10−15 من المتر = 1 فيرمي = 0.001 بيكومتر == 1000 أتوميتر
1,000,000 فمتومتر = 1 نانوميتر.
كمثال على استخدام هذه الوحدة كوحدة قياس طول، قطر نواة ذرة الذهب يساوي تقريباً 8.45 فمتومتر.

## التاريخ
تبنى «المؤتمر العام للأوزان والمقاييس» الحادي عشر وحدة الفمتومتر وأضيفت الوحدة بالتالي إلى المقاييس الدولية عام 1964.
سميت نسبة إلى الفيزيائي الإيطالي إنريكو فيرمي (1901-1954)، وهو أحد مؤسسي علم الفيزياء النووية. وقد صاغ هذا المصطلح روبرت هوفستادتير في مقالة علمية بعنوان «انتشار الإلكترون والتركيب النووي» نشرت عام 1956 في مجلة مشاركات في الفيزياء الحديثة.
يستخدم هذا المصطلح على نطاق واحد من قبل علماء الفيزياء النووية وفيزياء الجسيمات. عندما منح العالم هوفستادتير جائزة نوبل عام 1961 في الفيزياء، جاء في عنوان المحاضرة التي ألقاءها بالمناسبة «طريقة انتشار الإلكترون وتطبيقاته في تركيب النوى والنويات» (11 ديسمبر 1961)).